# 新界民政署
新界民政署（英語：New Territories District Commission，1948年—1974年）是香港殖民地政府設立的一個機構，管理新界政務及各個理民府，是新界政務署前身。
1948年，國共內戰爆發，大量移民來港，令香港人口增至一百八十萬，政府為了加強對新界、離島等偏遠地區管理。因此於該年12月15日將原有的新界理民府改為新界民政署，以管轄大埔、元朗、南約三理民府。1956年，南約理民府又分荃灣、南約兩理民府。1969年，撤銷南約理民府，改設西貢及離島兩理民府。到1974年，新界民政署共管轄七個新界理民府。
1974年，根據《麥健時報告書》的建議，在新界民政署之上設立了輔政司署政務科，新界民政署升為新界政務署，首長為新界政務司。

## 歷任首長
- 彭德

## 另見
- 理民府